# VM i landevejscykling 2009
VM i landevejscykling 2009 fandt sted i perioden 23.-27. september 2009 i Mendrisio i Schweiz og omfattede linjeløb og enkeltstart for mænd, kvinder og mænd under 23 år.

## Medaljeoversigt
| Begivenhed:              | Guld:                       | Tid      | Sølv:                               | Tid      | Bronze:                     | Tid     |
| Mænd                     |                             |          |                                     |          |                             |         |
| Linjeløb detaljer        | Cadel Evans · Australien    | 6:55:26  | Aleksandr Kolobnev · Rusland        | +0:00:27 | Joaquim Rodriguez · Spanien | s.t.    |
| Enkeltstart detaljer     | Fabian Cancellara · Schweiz | 57:55,74 | Gustav Larsson · Sverige            | +1:27    | Tony Martin · Tyskland      | +2:30   |
| Mænd U23                 |                             |          |                                     |          |                             |         |
| U23 linjeløb detaljer    | Romain Sicard · Frankrig    | 4:41:54  | Betancour Carlos Alberto · Colombia | +0:00:27 | Egor Silin · Rusland        | s.t.    |
| U23 enkeltstart detaljer | Jack Bobridge · Australien  | 40:44,79 | Nélson Oliveira · Portugal          | +18,73   | Patrick Gretsch · Tyskland  | + 27,66 |
| Kvinder                  |                             |          |                                     |          |                             |         |
| Linjeløb detaljer        | Tatiana Guderzo · Italien   | 3:33:25  | Marianne Vos · Holland              | +0:00:19 | Noemi Cantele · Italien     | s.t.    |
| Enkeltstart detaljer     | Kristin Armstrong · USA     | 35:26,09 | Noemi Cantele · Italien             | +55,01   | Linda Villumsen · Danmark   | +58,25  |

## Konkurrencerne

### Enkeltstart U23
U23 mændenes enkeltstart fandt sted 23. september og var 33,2 km langt (to omgange på en 16,6 km strækning.
| Plads | Land           | Rytter          | Tid           |
| ----- | -------------- | --------------- | ------------- |
| 1     | Australien     | Jack Bobridge   | 40:44,79      |
| 2     | Portugal       | Nélson Oliveira | + 0:18,73 min |
| 3     | Tyskland       | Patrick Gretsch | + 0:27,66 min |
| 4     | Tyskland       | Marcel Kittel   | + 0:3446 min  |
| 5     | Italien        | Adriano Malori  | + 0:36,48 min |
| 6     | Italien        | Alfredo Balloni | + 0:39,14 min |
| 7     | Storbritannien | Alex Dowsett    | + 0:43,96 min |
| 8     | Slovenien      | Blaž Jarc       | + 0:59,41 min |
| 9     | Danmark        | Rasmus Quaade   | + 1:06,38 min |
| 10    | Canada         | David Veilleux  | + 1:11,93 min |

Den anden danske deltager, Jimmi Sørensen, blev nummer 44, 3:08,19 efter vinderen.

### Enkeltstart kvinder
Kvindernes enkeltstart fandt sted 23. september og foregik på en 26,8 km lang strækning.

### Enkeltstart mænd
Mændenes enkeltstart fandt sted 24. september og foregik på en 49,8 km lang strækning.
| Plads | Land       | Rytter              | Tid       |
| ----- | ---------- | ------------------- | --------- |
| 1     | Schweiz    | Fabian Cancellara   | 57:55,74  |
| 2     | Sverige    | Gustav Larsson      | + 1:27,13 |
| 3     | Tyskland   | Tony Martin         | + 2:30,18 |
| 4     | USA        | Tom Zirbel          | + 2:47,12 |
| 5     | Italien    | Marco Pinotti       | + 3:02,88 |
| 6     | Slovenien  | Janez Brajkovič     | + 3:08,49 |
| 7     | Holland    | Koos Moerenhout     | + 3:11,59 |
| 8     | Kasakhstan | Aleksandr Vinokurov | + 3:20,95 |
| 9     | Litauen    | Ignatas Konovalovas | + 3:33,88 |
| 10    | Tyskland   | Bert Grabsch        | + 3:37,39 |

Danske resultater:
- Nr. 13: Lars Ytting Bak, + 4:07,66
- Nr. 24: Alex Rasmussen, + 5:12,60

### Linjeløb U23
U23 mændenes linjeløb fandt sted 26. september og var på 179,4 km.

### Linjeløb kvinder
Kvindernes linjeløb fandt sted 26. september og var på 124,2 km.

### Linjeløb mænd
Mændenes linjeløb fandt sted 27. september og var på 262,2 km.
| Plads | Land       | Rytter             | Tid       |
| ----- | ---------- | ------------------ | --------- |
| 1     | Australien | Cadel Evans        | 6:56:26   |
| 2     | Rusland    | Aleksandr Kolobnev | + 0:00:27 |
| 3     | Spanien    | Joaquim Rodriguez  | s.t.      |
| 4     | Spanien    | Samuel Sanchez     | + 0:00:30 |
| 5     | Schweiz    | Fabian Cancellara  | s.t.      |
| 6     | Belgien    | Philippe Gilbert   | + 0:00:51 |
| 7     | Danmark    | Matti Breschel     | s.t.      |
| 8     | Italien    | Damiano Cunego     | s.t.      |
| 9     | Spanien    | Alejandro Valverde | s.t.      |
| 10    | Australien | Simon Gerrans      | + 0:01:47 |

Øvrige danske resultater:
- Nr. 13: Chris Anker Sørensen, +0:01:59
- Nr. 43: Jakob Fuglsang, +0:03.45
- Anders Lund, Frank Høj og Lars Ytting Bak udgik.

## Eksterne links
- Officielle hjemmeside Arkiveret 24. september 2009 hos  Wayback Machine